# خمارلو
خُمارْلو   شمالی‌ترین شهر استان آذربایجان شرقی و مرکز شهرستان خداآفرین است.

## جمعیت
جمعیت این شهر در سال ۱۳۹۵ خورشیدی بالغ بر ۲٬۶۰۲ نفر بوده و ۵۸ اُمین شهر استان محسوب می‌شود.

## اطلاعات بیشتر

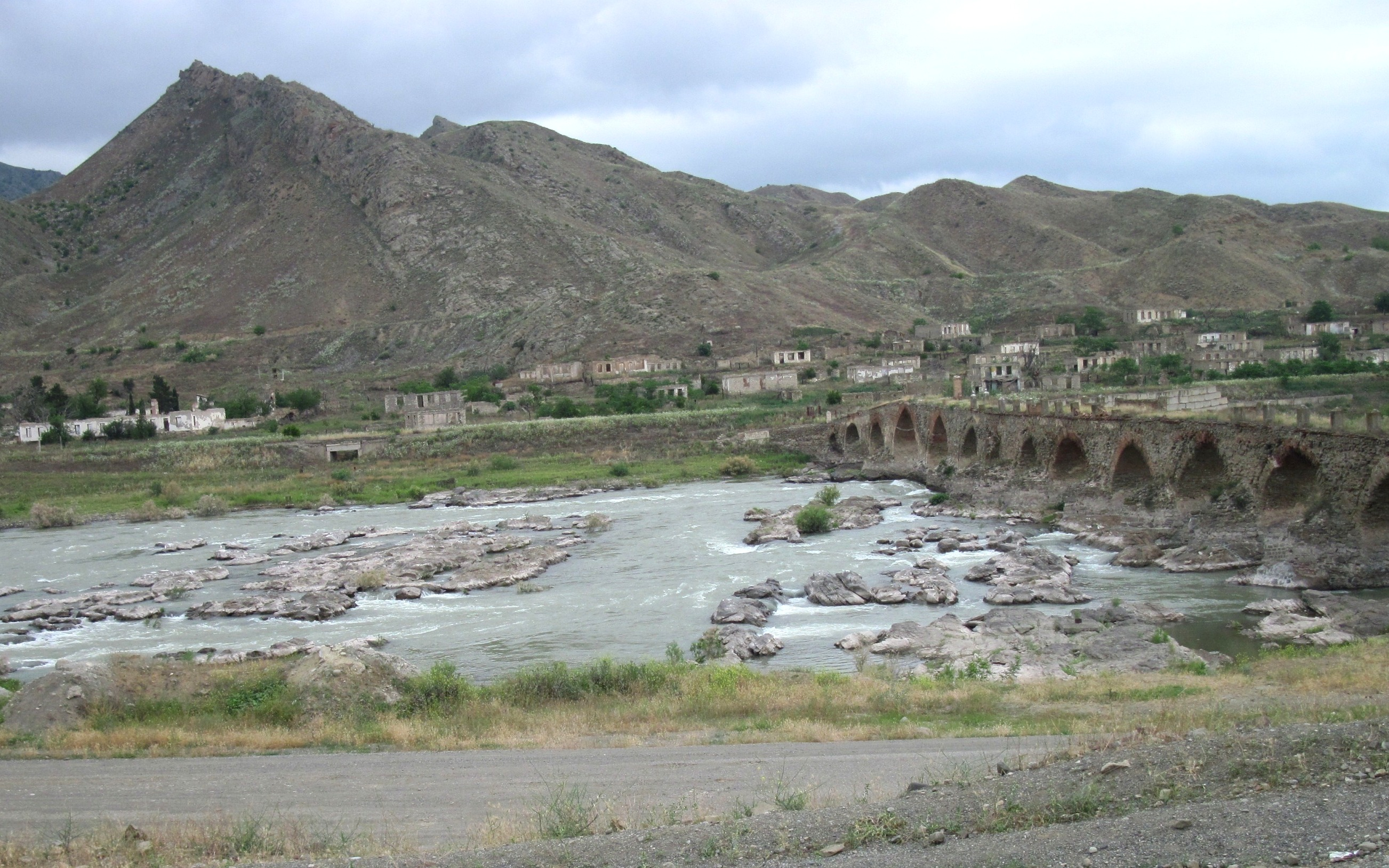
پل تاریخی خدا آفرین در نزدیکی خمارلو

نخستین اشاره به خمارلو در نوشته‌ها توصیفی است که رابرت میگنان ارائه کرده‌است، «.. شهر خمارلو، در دامنه کوه‌های شیبدار قرار گرفته است. منازل ساکنین در شیب کنده شده‌اند به نحوی که خانه‌ها فقط یک دیوار گلی دارند که در آن دریچه‌ای ۳–۴ فوت مربعی نقش پنجره را دارد و چند تکه تخته پاره شکسته بجای در نصب شده است… ساکنین فقیرترین مردمی بودند که تاکنون دیده‌ام. مردان و زنان لباسهای کهنه‌ای به تن کرده بودند و کودکان تا هفت ساله لخت بودند. آنها تعداد کمی گوسفند و بز، و ذخیره‌ی کافی انگور داشتند که به‌خوبی تا زمستان نگاه داشته بودند…»
در اواخر دهه ۱۳۲۰، بر اساس جلد چهارم فرهنگ جغرافیایی ایران، خمارلو ۳۹۶ تن سکنه داشت. در آستانه انقلاب سفید، که نقشی عمده در فروپاشی نهایی ساختار ایلی ایران داشت، تیره‌ای از ایل محمد خانلو، شامل ۶۰ خانوار، از روستای خمارلو به عنوان قشلاق استفاده می‌کردند. اهمیت ده صرفاً به خاطر استقرار مرزبانی و نمایندهٔ آمار در آنجا بود.
خمارلو، در سال ۱۳۷۷، با تصویب هیئت وزیران به شهر تبدیل شد.

## جاذبه‌های گردشگری

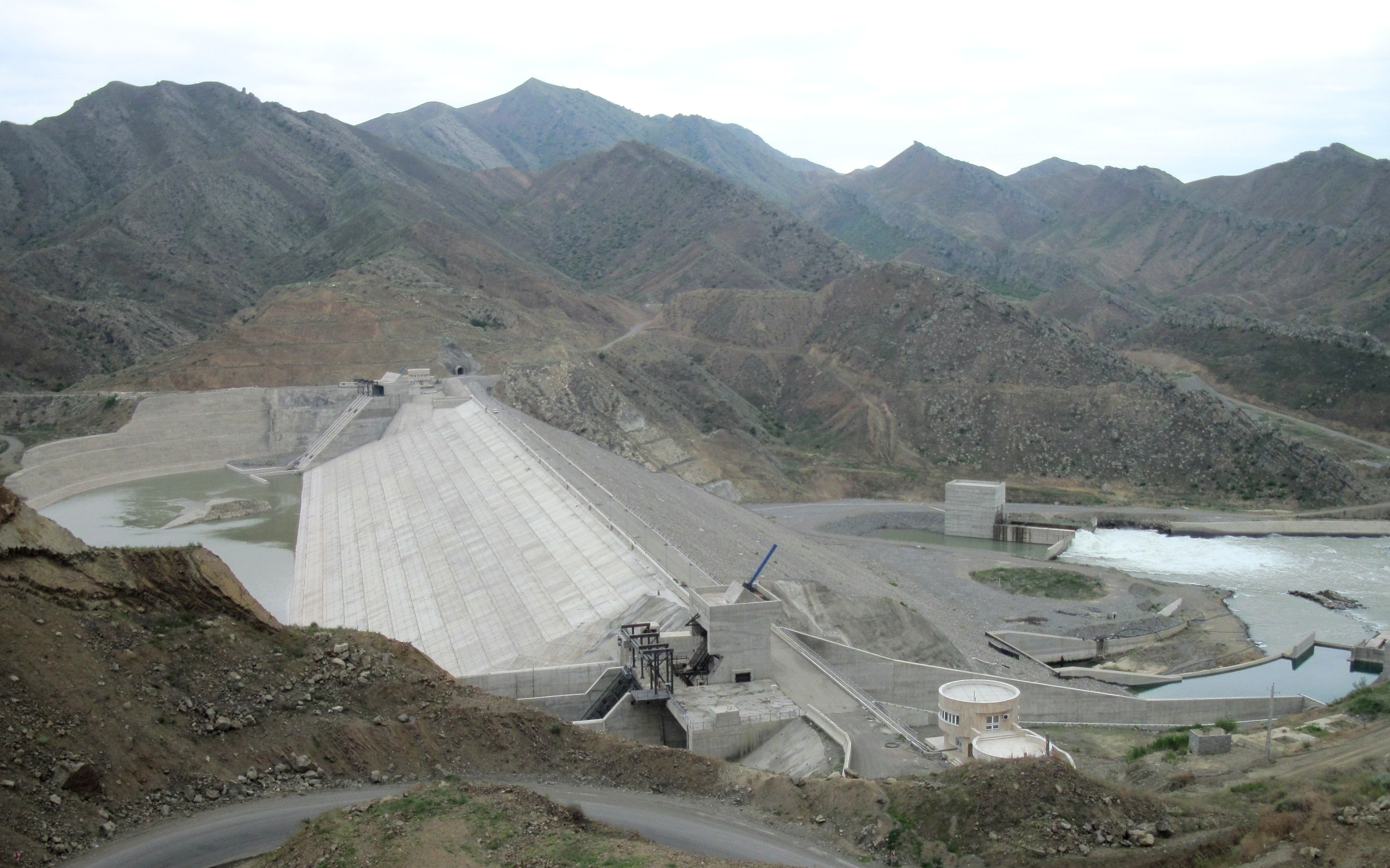
سد خدا آفرین قبل از آبگیری در نزدیکی خمارلو

از آثار قدیمی و مهم شهرستان خداآفرین پل‌های قدیمی و تاریخی خداآفرین هستند که در نزدیکی شهرخمارلو قرار دارند.